# NGC 1792
NGC 1792 este o emission-line galaxy⁠(d) situată în constelația Porumbelul. A fost descoperită în 4 octombrie 1826 de către James Dunlop. Se află la o distanță de 11,17 megaparseci de Pământ.